# AVSIM
AVSIM is met ongeveer 25.000 bezoekers per dag 's werelds grootste website op het gebied van Microsoft Flight Simulator.

## Opzet
Met name de downloadbibliotheek met meer dan 100.000 bestanden is populair binnen de wereldwijde vliegsimulatorgemeenschap. De aangeboden downloads zijn gemaakt en beschikbaar gesteld door vele duizenden mensen die in hun vrije tijd uitbreidingen ontwikkelen voor de diverse versies van Microsofts bekende vliegsimulatorreeks Flight Simulator. Ook voor andere simulatiespellen kunnen uitbreidingen worden geüpload, maar verreweg het grootste deel van de bestanden is gemaakt voor Microsoft Flight Simulator. Naast deze downloadbibliotheek beschikt de website ook over een forum waarop veel mensen met kennis op het gebied van simulatiespellen hun ervaringen uitwisselen. Daarnaast beschikt de website over een grote groep recensenten die regelmatig de nieuwste uitbreidingspakketten voor Flight Simulator beoordeelt.
Verder beschikt de website over:
- een webwinkel
- een uitgebreide lijst met links
- FlightSimTV
- vele partnersites met elk specialistische kennis op een bepaald gebied

## Naamgenoot
Er bestaat ook een website met de naam avsim.su. Deze is vergelijkbaar met avsim.com, maar er bestaat geen enkele band tussen beide.

## Aanval
Op 12 mei 2009 werden de twee servers van AVSIM aangevallen door hackers. Tijdens de aanval werden alle partities van de servers gewist, waardoor de website onbereikbaar werd. Ook de bestanden in de omvangrijke File Library gingen verloren. Het terughalen van deze bestanden werd door het ontbreken van een externe back-up ernstig bemoeilijkt. Op 1 juni 2009 kwam een gedeelte van de website weer online. De downloadbibliotheek bleef tot 26 juli 2009 onbereikbaar. Een groot gedeelte van de bestanden kon worden teruggehaald, maar sommige bleken onherstelbaar beschadigd.